# Publius Cassius Secundus
Publius Cassius Secundus war ein im 2. Jahrhundert n. Chr. lebender Angehöriger des römischen Senatorenstandes.
Durch eine Inschrift aus Lambaesis ist belegt, dass Secundus während der Regierungszeit von Hadrian (117–138) Kommandeur (Legatus Augusti pro praetore) der Legio III Augusta und ihres zugehörigen Garnisonsdistriktes in Numidia war.
Durch ein Militärdiplom, das auf den 10. Oktober 138 datiert ist, ist nachgewiesen, dass er 138 zusammen mit Marcus Nonius Mucianus Suffektkonsul war; die beiden traten ihr Amt am 1. Oktober an. Das Konsulnpaar ist darüber hinaus noch durch ein weiteres Militärdiplom, das auf den 14. November/1. Dezember 138 datiert ist sowie durch zwei Inschriften für den 15. Oktober und den 13. Dezember 138 belegt.

## Datierung
Die Inschrift aus Lambaesis wird bei der Epigraphik-Datenbank Clauss-Slaby auf 138 datiert. Yann Le Bohec datiert sein Legionskommando ebenfalls auf 138.